# 10372 Moran
10372 Moran è un asteroide della fascia principale. Scoperto nel 1995, presenta un'orbita caratterizzata da un semiasse maggiore pari a 2,6176929 UA e da un'eccentricità di 0,0410535, inclinata di 6,36811° rispetto all'eclittica.